# Jean Gunthert
Jean Gunthert (* 1789 in Vevey; † 1867 ebenda) war ein Schweizer Architekt des Klassizismus.

## Ausbildung
Gunthert wurde möglicherweise bei seinem Vater ausgebildet, einem Maurermeister. Über Person und Werk gibt es noch Forschungsbedarf. Als erster Bau bekannt ist in Vevey der Cercle du Marché von 1818. Die Bauten Guntherts befinden sich in seiner Heimatstadt sowie im Chablais. Jean war – nach seinem Vater, dem Maurermeister Jean Paul oder Jakob (1757–1851) – der Begründer einer Architektenfamilie – bis zu den Ururenkeln arbeiteten seine Nachkommen in dem Beruf in Vevey.

## Werke (Auswahl)
- Cercle du Marché, Vevey 1818
- Pfarrkirche, Massongex 1820–22
- Wohnhaus, Rue de Blonay 2, Vevey 1848
- Kirchturm, Ollon 1828
- Kirche, Yvorne 1834

## Belege
1. ↑  INSA Vevey. Band 9, S. 432, Personalités locales  (e-periodica.ch).
2. 1 2  Paul Bissegger: Gunthert. In: Historisches Lexikon der Schweiz.

| Personendaten    | Personendaten       |
| ---------------- | ------------------- |
| NAME             | Gunthert, Jean      |
| KURZBESCHREIBUNG | Schweizer Architekt |
| GEBURTSDATUM     | 1789                |
| GEBURTSORT       | Vevey               |
| STERBEDATUM      | 1867                |
| STERBEORT        | Vevey               |